# El Ogla (Tébessa)
El Ogla (em árabe: العقلة) é uma comuna localizada na província de Tébessa, Argélia. Sua população estimada em 2008 era de 17 797 habitantes.